# Макиавеллизм
Макиавелли́зм — взгляды, приписываемые Никколо Макиавелли; в переносном значении — термин в политологии, обозначающий поведенческую политику, допускающую пренебрежение нормами морали(цинизме) и применения грубой силы для достижения поставленных политических целей. Термин связывается с идеями, изложенными Макиавелли и в его книге «Государь». 
Никколо Макиавелли действительно говорил, что каждое действие государства (или его правителя) допустимо, особенно во внешних, межгосударственных отношениях, если оно способно обеспечить преимущества для своей собственной страны.
В бытовом употреблении соответствует понятиям коварство и вероломство, приобретая (если характеризуемый субъект и цели воздействия вне сферы государственной политики) переносное значение. Термин «макиавеллизм» также используется для обозначения черты личности, характеризующейся холодной манипулятивностью. Макиавеллизм, наряду с психопатией и нарциссизмом, входит в тёмную триаду.
В первую очередь сам термин и его характеристика были основаны на приписываемом Макиавелли постулате «цель оправдывает средства», который никогда не принадлежал итальянцу. Мысли, высказанные в произведениях «Государь» и «Рассуждения о первой декаде Тита Ливия», близки к этому лозунгу, но никогда в точности не совпадают с ним. Этот принцип, действительно, достаточно близко сформулировал английский философ Томас Гоббс в трактате «О Гражданине», а наиболее близко к конечной формулировке обозначил ту же мысль французский математик и философ Блез Паскаль в «Письмах к провинциалу».
В теоретическом и художественном творчестве Макиавелли вопросы этики выходят на первый план не потому, что он поставил своей задачей их систематическую разработку — приписывать ему такие цели было бы преувеличением. Но этика составляла начало и конец тогдашней науки, видевшей истории действий вполне сознательных сил — и выдающейся личности человека и надисторической личности Бога.
Макиавелли заложил основы политической теории, опирающейся на рациональное осмысление действительности, на конкретный государственный опыт, лишенный всякой идеализации. Его главная заслуга — создание последовательно светского учения о государстве.

## Философское учение
Главный объект изучения Макиавелли — государство. Это он впервые ввел термин «государство». До него мыслители опирались на такие термины, как: город, империя, королевство, республика, княжество… Нельзя при этом упускать из вида, что лучшей формой государства Макиавелли считал республику. «Где государь правит в окружении слуг, которые милостью и соизволением его поставлены на высшие должности, помогают ему управлять государством». При том, что итальянская действительность (непрерывная вражда между собой итальянских государств, подвергающихся нападениям иноземцев) требовала установления единовластия, Макиавелли был убеждён, что только при сильном государе возможно создать независимое итальянское государство, свободное от чужеземного ига. Именно для упрочения этого государства он и допускал любые средства — насилие, убийство, обман, предательство.
Сопоставление трудов самого Макиавелли с работами и делами других авторов его эпохи склоняет, однако, к мнению, что сам Н. Макиавелли в этом отношении не отличался от своих современников. В наш век довольно трудно воспринимаются рекомендации относительно того, например, кто должен быть истреблён после захвата территории. Однако для средневекового читателя это было в порядке вещей.
В научных и публицистических трудах по политологии «макиавеллизм» ставится в контекст манипуляции массовым сознанием — одной из разновидностей форм и способов господства и управления общественно-политическими процессами в обществе.

## Психологическая черта личности
Психологи Ричард Кристи и Флоренс Л. Гайс разработали этот конструкт и назвали его в честь Никколо Макиавелли, поскольку они использовали сокращённые и отредактированные высказывания, похожие на его стиль письма, чтобы изучить вариации в человеческом поведении. Связь конструкта с самим мыслителем является исключительно номинальной и не относится к политической концепции.
Смысл понятия заключается в трёх ключевых психологических составляющих (факторах):
1. Поведение. Использование манипулятивных техник в процессе межличностного взаимодействия. Важно отметить, что макиавеллист манипулирует всегда осознанно с целью достижения выгоды для себя, применяя утончённые техники лести, обмана, подкупа, подлога[16].
2. Отношение. Циничное отношение к другим людям как к слабым и зависимым от социального давления. Макиавеллисты относятся к другим людям с подозрением, эмоционально отчуждённо, ориентируясь не на партнёра, а на свою выгоду, которую они могут получить через него. То есть в процессе манипуляции партнёр по взаимодействию является для макиавеллиста не более чем инструментом, благодаря которому можно достичь желаемого результата.
3. Игнорирование социальной морали, когда она мешает достичь желаемого результата, и манипулирование её догмами для достижения нужной цели.

Стоит отметить, что в дальнейшем классическая трёхфакторная схема Кристи и Гейз и методика её диагностики были проанализированы и к ним высказаны некоторые возражения. Например, Хантер и др. по результатам на различных выборках обнаружили, что в феномен макиавеллизма включено не три, а четыре фактора: лживость, лесть, неверие в мораль и вера в то, что люди изначально лживы и порочны.
В российской психологии также есть учёные, занимающиеся изучением проблем макиавеллизма. Так, под руководством И. Г. Кокуриной, доцента кафедры социальной психологии МГУ им. М. В. Ломоносова, выполнен ряд работ по макиавеллизму и социальной аномии (Бедненко, А. В., Луцкина В. В.), включая перевод диагностирующих макиавеллизм шкал. В. В. Луцкиной были выявлены несколько социальных групп с высокими показаниями по шкалам макиавеллизма, среди них лидируют осуждённые за экономические преступления. Весьма значителен уровень макиавеллизма также оказался у многих опрошенных студентов очных и заочных форм обучения. В дальнейшем идеи о макиавеллизме были развиты в работах главного научного сотрудника ИП РАН, доктора психологических наук В. В. Знакова. По мнению последнего, макиавеллист — это «субъект, который манипулирует другими на основе кредо, определённых жизненных принципов, которые служат ему оправданием манипулятивного поведения». В. В. Знаков ввёл свою интерпретацию методики диагностики макиавеллизма MACH IV.